# Víctor Josep Olesa i Fonollosa
Víctor Josep Olesa i Fonollosa (Tortosa, Baix Ebre, 12 d'abril de 1848 - 10 de març de 1943) fou un advocat i polític carlí català. Fou diputat provincial per Tortosa-Roquetes i president de la junta provincial carlina de Tarragona durant molts anys. El 13 d'octubre de 1876 es casà amb Francesca Homedes i Cabrera, néta del general Ramon Cabrera.
Durant la Tercera Guerra Carlina fou secretari de la Diputació del Maestrat i el 1875 va ser un dels signants d'un decret de crida a les armes a Vilafermosa.
A finals del segle xix destacà com a dirigent tradicionalista a Tortosa i col·laborador del diputat a Corts i cap provincial del partit Josep de Suelves i Montagut, marquès de Tamarit. Va presidir la Diputació de Tarragona dos cops, lo 1900 i el 1905. Entre el 1910 i el 1917 fou cap provincial jaumí de Tarragona. Participà en la famosa peregrinació carlina a Lourdes del 1913.
L'any 1919 encara s'adherí a la Junta jaumina de Biarritz, però després seguí Juan Vázquez de Mella en la divisió del carlisme entre partidaris de Mella i del predentent Don Jaume i dirigí el Partit Catòlic Tradicionalista a la província de Tarragona. Durant la dècada de 1930 va ser un actiu militant de la Comunió Tradicionalista a Tortosa tot i haver complert los 80 anys.